# 藤原経通
藤原 経通（ふじわら の つねみち）は、平安時代中期の公卿。権中納言・藤原懐平の長男。土御門帥と号す。

## 経歴
一条朝前期の永祚2年（990年）従五位下に叙爵。侍従を経て、長徳4年（998年）右兵衛権佐、長保3年（1001年）従五位上・右近衛少将に叙任されるなど、若年時は武官を歴任する。
寛弘2年（1005年）正五位下・右中弁に叙任されると、寛弘4年（1007年）従四位下、寛弘6年（1009年）権左中弁、寛弘8年（1011年）従四位上、寛弘9年（1012年）左中弁、長和2年（1013年）正四位下と一条朝後半から三条朝にかけて弁官を務めながら順調に昇進する。また、小野宮流出身でありながら、中宮権亮（中宮は藤原彰子）や春宮亮（春宮は敦成親王）なども兼ね、執政の左大臣・藤原道長の近親に仕えた。
長和5年（1016年）敦成親王の践祚（後一条天皇）後まもなく、経通は蔵人頭（頭弁）に任ぜられる。頭を足かけ4年務め、寛仁3年（1019年）参議に任ぜられ公卿に列すが、弁官を解かれて左京大夫のみを兼ねた。翌寛仁4年（1020年）正月に従三位、11月に正三位と続けて昇叙され、のち議政官として治部卿・兵衛督・検非違使別当を兼帯したほか、大皇太后宮権大夫として再び藤原彰子にも仕えている。
長元2年（1029年）権中納言に昇進すると、のち衛門督を兼ねる。長元7年（1034年）従二位、長暦元年（1037年）正二位といずれも天皇の上東門院への行幸に際して昇叙を受けており、女院となった藤原彰子に院司として仕えていた様子が窺われる。後冷泉朝初頭の寛徳3年（1046年）大宰権帥を兼ねて九州へ下向し、永承5年（1050年）までこれを務めた。
永承6年（1051年）8月16日薨去。享年70。最終官位は権中納言正二位兼治部卿。

## 官歴
『公卿補任』による。
- 永祚2年（990年） 正月7日：従五位下（中宮御給）
- 長徳3年（997年） 8月28日：侍従
- 長徳4年（998年） 10月23日：右兵衛権佐
- 長保3年（1001年） 正月24日：従五位上（佐労）。3月28日：右近衛少将
- 長保4年（1002年） 2月30日：兼近江権介
- 長保5年（1003年） 正月8日：五位蔵人
- 寛弘2年（1005年） 正月7日：正五位下（少将労）。6月19日：右中弁
- 寛弘4年（1007年） 正月7日：従四位下（弁労）
- 寛弘6年（1009年） 3月4日：権左中弁。3月20日：兼中宮権亮（中宮・藤原彰子）
- 寛弘8年（1011年） 正月7日：従四位上（弁労）
- 寛弘9年（1012年） 8月11日：左中弁、権亮如元
- 長和2年（1013年） 正月7日：正四位下（造八省行事）
- 長和3年（1014年） 正月24日：兼播磨権守。3月28日：兼春宮亮（春宮・敦成親王）
- 長和5年（1016年） 2月8日：蔵人頭（前坊亮）。9月23日：大嘗会御禊装束司次官
- 寛仁元年（1017年） 8月30日：兼左京大夫
- 寛仁3年（1019年） 12月21日：参議、大夫如元
- 寛仁4年（1020年） 正月7日：従三位（前坊賞）。正月30日：兼讃岐権守。11月29日：正三位（去寛仁2年為木工寮別当、造殿賞）
- 治安元年（1021年） 正月24日：兼治部卿（止大夫）。8月29日：兼右兵衛督。10月8日：兼大皇太后宮権大夫（太皇太后・藤原彰子）
- 万寿元年（1024年） 2月13日：兼検非違使別当
- 万寿2年（1025年） 正月29日：兼備前守
- 万寿3年（1026年） 正月19日：止権大夫（本宮出家）。10月23日：兼左兵衛督
- 長元2年（1029年） 正月24日：権中納言、卿督別当等如元。12月：辞別当
- 長元3年（1030年） 正月26日：兼右衛門督
- 長元7年（1034年） 5月5日：従二位（行幸上東門院院司賞）
- 長元8年（1035年） 10月14日：兼左衛門督
- 長元9年（1036年） 9月5日：補大嘗会御禊次第司御前長官
- 長暦元年（1037年） 11月23日：正二位（行幸上東門院院司賞）
- 寛徳3年（1046年） 2月26日：兼大宰権帥、止督
- 永承5年（1050年） 5月：辞帥入京
- 永承6年（1051年） 5月28日：出家（権中納言正二位兼治部卿）。8月16日：薨去[1]

## 系譜
- 父：藤原懐平
- 母：源保光の娘（醍醐源氏出身）
- 妻：源高雅の娘
  - 男子：源経仲 - 源経房の猶子
  - 男子：藤原経季（1010-1086）
  - 男子：藤原経平（1014-1091）
- 妻：源高雅の娘（経平母の妹）
  - 四男：藤原顕家（1024-1089）
- 生母不明
  - 女子：藤原憲輔室